# Chorthippus biguttulus
Chorthippus biguttulus es una de las especies más comunes de saltamontes de la familia  Acrididae que se encuentran en los pastizales secos del norte y centro de Europa. Forma parte de un grupo de especies que son muy difíciles de identificar morfológicamente. Se clasificó previamente (con C. brunneus y C. mollis) como especie única Stauroderus variabilis. Las tres especies se distinguieron utilizando las características de su canto.

## Distribución
El área de distribución de Chorthippus biguttulus se extiende desde Finlandia y Escandinavia en el norte hasta los Alpes y los Pirineos en el sur, y se adentra en Asia, incluido Japón.